# Robert Browne
Robert Browne (Tolethorpe, 1550 – Northampton, 1633) è stato un teologo britannico.
Calvinista, sostenne intensamente la necessità di indipendenza della Chiesa dallo stato e dell'organizzazione democratica di comunità cristiane.
Fatto di Norwich il suo quartier generale fu costretto all'esilio nella Zelanda dalla Chiesa locale. Rimpatriò nel 1585, sottomettendosi ai suoi vecchi nemici.
Nel XVII secolo furono fondate varie comunità di brownisti che si ispiravano ai suoi precetti.